# U 975
U 975 war ein deutsches U-Boot vom Typ VII C, ein sogenanntes „Atlantikboot“, das von der ehemaligen deutschen Kriegsmarine während des U-Boot-Krieges im Zweiten Weltkrieg in der Nordsee und im Nordmeer unter anderem als Minenleger eingesetzt wurde.

## Bau und technische Daten
Ein VII C-Boot wurde bei der Überwasserfahrt von zwei Dieselmotoren angetrieben und erreichte eine Geschwindigkeit von 17 kn. Unter Wasser konnte so ein U-Boot mithilfe der zwei Elektromotoren 7,6 kn Fahrt machen.
U 975 wurde auf der Werft Blohm & Voss in Hamburg gefertigt. Die Kiellegung erfolgte am 10. Juni 1942. Oberleutnant zur See Hans-Joachim Ebersbach stellte das Boot am 29. April 1943 in Dienst.

## Einsatz und Geschichte
Vom 29. April bis zum Januar 1944 gehörte U 975 als Ausbildungsboot zur 5. U-Flottille und war in Kiel stationiert. Im November 1943 übergab Ebersbach das Kommando an Oberleutnant z. S. Paul Frerks. Dieser schloss die Ausbildung der Besatzung ab, musste allerdings in Folge eines Disziplinarverfahrens das Kommando wieder abgeben. Sein Nachfolger wurde Oberleutnant z.S. Hubert Jeschke, der das Kommando bis zum 16. Juli 1944 innehatte. In dieser Zeit wurde U 975 bei der 3. U-Flottille als Frontboot eingesetzt.

Kommandant Jeschke lief am 24. Mai 1944 von Kiel zu seiner einzigen Feindfahrt mit diesem Boot aus. Operationsziel der Unternehmung war, auf der Höhe von Stavanger mit der U-Bootgruppe Mitte eine Defensivstellung vor der norwegischen Küste einzunehmen. Mit dem Einlaufen im Stützpunkt Stavanger war die Unternehmung am 16. Juni bereits wieder beendet.

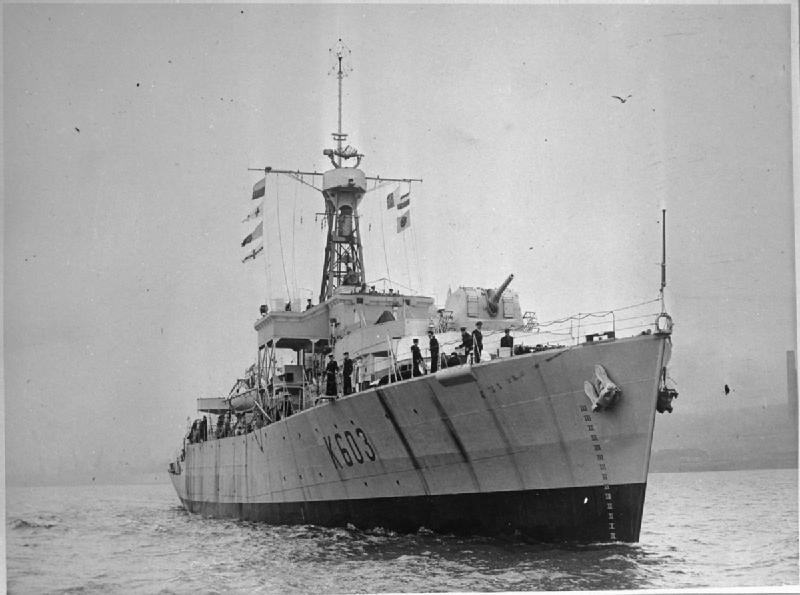
HMS Loch Arkaig versenkte U 975

Ab Juni 1944 machte U 975 diverse Verlegungs- und Überführungsfahrten. Ende des Monats fuhr das Boot von Stavanger nach Bergen, dann von hier aus nach Kristiansand. Schließlich verlegte U 975 Ende Juli von Kristiansand nach Kiel, wo es bis Kriegsende verblieb.

## Versenkung
Am 24. April 1945 übernahm Kapitänleutnant Wilhelm Brauel das Kommando auf U 975. Nach Kriegsende überführte er das Boot zunächst nach Scapa Flow, dann nach Lisahally, den Hafen von Londonderry. Schließlich wurde das Boot nach Moville verbracht, wo U 975 am 9. Februar 1946 durch Artilleriebeschuss der britischen Fregatte HMS Loch Arkaig versenkt wurde.